# Козловский, Святослав Григорьевич
Святослав Григорьевич Козловский (укр. Святослав Григорович Козловський; род. 26 марта 1994, Львов) — украинский футболист, нападающий.

## Клубная карьера
Святослав начинал свою карьеру в спортивной секции в Винниках, позднее он занимался футболом в академиях «Карпат» и «Металлиста». Святослав дебютировал во взрослом футболе в 2010 году в составе «Руха». В сезоне 2011/12 состоялся дебют нападающего на профессиональном уровне за клуб первой лиги «Львов»: в 12 матчах турнира он забил 1 мяч. В 2012—2016 годах Святослав числился в дублирующих составах трёх клубов украинской премьер-лиги и несколько раз возвращался в «Рух». Он также мог перейти в испанский «Олимпик», но сделка сорвалась из-за трансферного эмбарго, наложенного на этот клуб.
В 2016 году Святослав вновь вернулся в «Рух», готовившийся к получению профессионального статуса. За 2 сезона он забил 8 голов в 29 играх за клуб во второй и первой лигах. Летом 2018 года сорвался просмотр нападающего в «Карпатах», и в итоге сезон 2018/19 он провёл в испанском «Олимпике», выступавшем в Терсере. В 2020 году состоялось очередное возвращение Святослава в «Рух». 6 декабря того же года он дебютировал в премьер-лиге Украины, заменив Юрия Климчука на 84-й минуте матча с донецким «Олимпиком».

## Карьера в сборной
В 2011—2012 годах Святослав провёл 4 матча и забил 2 гола за юношескую сборную Украины (до 18 лет). В 2014—2015 годах он выступал в молодёжной сборной страны, сыграв за неё 3 встречи.

## Достижения
- Чемпион Украины среди любительских команд: 2014
- Чемпион Львовской области (4): 2012, 2013, 2014, 2015
- Обладатель Кубка Львовской области (3): 2012, 2014, 2015
- Обладатель Суперкубка Львовской области: 2013

## Личная жизнь
Святослав является сыном Григория Козловского — предпринимателя и мецената, президента футбольного клуба «Рух». В 2010 и 2013 годах отец играл за этот клуб вместе с сыном.